# Protoribotritia canadaris
Protoribotritia canadaris är en kvalsterart som beskrevs av Arthur P. Jacot 1938. Protoribotritia canadaris ingår i släktet Protoribotritia och familjen Oribotritiidae. Inga underarter finns listade i Catalogue of Life.